# أندري كوتينو
أندري كوتينو (بالإسبانية: Andrey Coutinho)‏ هو لاعب كرة قدم ومدرب كرة قدم كوستاريكي في مركز الهجوم، ولد في 12 يناير 1990 في البرازيل. لعب مع نادي يانغ أفريكانز.

## وصلات خارجية
- أندري كوتينو على موقع قاعدة بيانات كرة القدم.إي يو (الإنجليزية)
- أندري كوتينو على موقع Soccerway.com (الإنجليزية)